# Видинско македонско благотворително братство
Видинското македонско благотворително братство „Гоце Делчев“ е организация на бежанците от областта Македония, установили се във Видин, съществувала от 1880 година.

## История
Сред основателите на първото Македонско дружество в града през 1880 година е Анастас Миладинов. На 1 юли 1885 година в София, по покана на софийското дружество „Македонски глас“, се събират на конгрес в София представители на 18 македонски дружества от България, сред които и на Видинското.
На Първия македонски конгрес, провел се в София на 19 – 28 март 1895 година, е основана Македонската организация, която бързо започва да образува клонове в цялата страна. Дружеството във Видин участва активно в дейността на Организацията. На Втория конгрес от 3 до 16 декември 1895 година делегат е Илия Георгов, на Седмия конгрес от 30 юли до 5 август 1900 година делегат е Никола Бобчев и на Осмия конгрес от 4 до 7 април 1901 година делегат е Димитър Рашев.
След Първата световна война дружеството е възстановено като благотворително братство, част от Съюза на македонските емигрантски организации. Председател е Светослав Симеонов. През 1923 година като делегати от Видинското македонско благотворително братство Христо Божков и Илия Дундов са участници в разговорите на Съюза на македонските емигрантски организации за обединението на МФРО с неутралните братства.
Дълги години председател на братството е Михаил Петров, а след него и Климент Попнаумов. Освен него в града съществуват секции на Илинденската организация, Женско македонско дружество и Младежко братство „Гоце Делчев“.
На 4 януари 1925 година Васил Маноилов, Александър Филипов, Аврам Ефтимов, Никола Нелчинов и 22 други души основават наново братството. В устава му е записано: „Българите, емигранти и бежанци от Македония, както и техните наследници, без разлика на пол и политически убеждения, се организират в дружество с име Македонско културно благотворително дружество „Гоце Делчев“ - гр. Видин“. В настоятелството му влизат Никола Иванов Нелчинов (председател), Михаил Т. Наков (подпредседател), Марко Христов (подпредседател), Михаил Янов (секретар), Димитър Михов (касиер), Аврам Ефтов (съветник) и Иван Станишев (съветник). На 7 февруари 1926 година е избрано ново настоятелство в състав Константин Пазов (председател), Ив. Станишев и М. Янов (подпредседатели), К. Йосифчев (секретар), Д. Михов (касиер), а Иван Янев и М. Христов са съветници. В контролната комисия влизат Л. Иванов, Ив. Нечев и Ст. Илиев.
На 20 март 1932 година за председател на Видинското братство е избран Иван Станишев. През 1933 година броят на македонските бежанци във Видин е както следва: от 232 души 60 са от Дебър и околията, от Кичево и околията са 45, от Прилеп – 14, Охрид и селата – 12 и т.н.
На 12 януари 1936 година е конституирано ново ръководство в състав Климент Попнаумов (председател), Александър Филипов Илиев (подпредседател), Светослав Симеонов Тръпков (секретар), Панталей Христов Карабачев (съветник) и Иван Кръстев Янкулов (съветник). В контролната комисия влизат Апостол Георгиев Дошлаков (председател), Атанас Спиров Петров (секретар) и Мио Стойков Станков (член).